# Gospodarstvo Lihtenštajna
Gospodarstvo Lihtenštajna se ubraja među najbogatija na svijetu zbog toga što je on sklopanjem carinske, gospodarske i monetarne unije sa Švicarskom osigurao vrlo povoljan gospodarski položaj. Lihtenštajn se tek nakon drugog svjetskog rata razvio iz agrarne države u industrijsku s vrlo razvijenim uslužnim djelatnostima. Zbog malog domaćeg tržišta ova državica je usmjerena na izvoz.

## Poljoprivreda
Lihtenštajn ima 3.900 hektara njiva i trajnih nasada, te 2.500 hektara travnjaka i pašnjaka. Njive su uglavnom uz dolinu Rajne, a iznad nje  su voćnjaci i vinogradi. Glavna poljoprivredna grana je mliječno stočarstvo, dok se na njivama uzgaja silažni kukuruz i krumpir.

## Industrija
Vrlo je razvijena laka industrija s malim i srednjim poduzećima. Glavne grane su: tekstilna, elektrotehnička, elektronička, farmaceutska, prehrambena i keramička industrija.

## Turizam
Prevladava jednodnevni izletnički turizam, posebice u Vaduz. Glavno središte zimskog turizma je Malbun u gornjem dijelu doline Samine na oko 1600 metara.
Znameniti gradovi:
- Vaduz - glavni grad u podnožju istoimenog zamka iz 16. stoljeća
- Balzers - gradić na jugu kneževine